# Jordi Torras Badosa
Jordi Torras (San Vicente dels Horts, Barcelona, 24 de septiembre de 1980) es un jugador español de fútbol sala. Fue internacional absoluto con la selección española y milita en el Asti (Italia).
Se retiró tras una temporada en este equipo italiano (2014-2015)debido a sus problemas de espalda.

## Historia
Jordi Torras Badosa se formó en el Barça. Es un ala-cierre con carácter y con gol. 
Jordi Torras se inició en el fútbol sala en La Palma de Cervelló, hasta que len a edad de cadete aterrizó en las categorías inferiores del fútbol sala azulgrana. Desde allí, dio el salto al primer equipo con 16 años, donde jugó de 1996 a 2003, cuando se marchó a otro equipo catalán, el Miró Martorell. En su etapa en el Barça, la sección era aún semiprofesional y Torras pudo debutar en la máxima categoría de este deporte, aunque acabó jugando en la División de Honor y la de Plata por los dos descensos que sufrió de categoría. 
Después de un año en Martorell, donde volvió a ganar la Copa Cataluña (antes, en 2000, la había ganado con la camiseta azulgrana), dio el salto al Polaris World Cartagena, uno de los equipos de moda de la División de Honor, donde adquirió experiencia y fue uno de los jugadores más queridos (actualmente una peña lleva su nombre). Llegó a ser subcampeón de liga la temporada 2005/06. Del Polaris World Cartagena se marchó debido a la pérdida del patrocinador fichando por el Inter Movistar. Fue entonces cuando empezó a ganar títulos importantes. En el conjunto madrileño, Torras lo ha ganado todo: campeón de Liga, Copa, Supercopa y UEFA Futsal Cup. Unos títulos que han venido acompañados por su éxito con la selección española, donde ha jugado más de 100 partidos internacionales.
Siete años después de su formación en la División de Honor vuelve a un FC Barcelona profesionalizado y muy reforzado para ganarlo todo: "Volver a jugar en el Barça significa volver a casa. Llegó a un club con muy buen proyecto y con un objetivo final que es ganar títulos", afirmaba en sus primeras declaraciones como azulgrana.
Cuatro temporadas después Jordi Torras no llega a un acuerdo para su renovación y ficha por el equipo italiano Asti.

## Perfil
Jordi Torras es un jugador de corte defensivo, aunque en sus inicios en el Barça jugaba más enfocado al ataque, como ala izquierda con bastante llegada y gol. Ahora, su juego ha evolucionado hacia la defensa, donde destaca por su físico, lo que da mucha estabilidad al equipo detrás. Sin embargo, no renuncia a su potencial ofensivo. De hecho, el último año con el Inter ha hecho 15 en la Liga regular.

## Clubes
- 1996/2003 – F. C. Barcelona
- 2003/2004 – Miró Martorell
- 2004/2007 – Polaris World Cartagena
- 2007/2010  - Inter Movistar
- 2010/2014 – F. C. Barcelona
- 2014 - 2015 – Asti

## Palmarés
Inter Movistar
- 2010, Supercopa de España
- 2009, Copa de España
- 2009, UEFA Futsal Cup
- 2008, Copa Intercontinetal
- 2008, Recopa de Europa
- 2007-2008, Liga
- 2007, Supercopa de España

Miró Martorell
- 2003 Copa Catalunya

F. C. Barcelona
- 2000 Copa Catalunya
- 2011 Copa de España
- 2010-2011, Liga
- 2011-2012, Liga

Selección española de fútbol sala
- 2010 Campeón de Europa, selección absoluta, Hungría 2010
- 2008 Plata, Mundial Brasil
- 2007 Copa de Europa, Portugal
- 2005 Copa de Europa, República Checa
- 2004 Mundial China-Taipéi

Títulos personales
- 2008-2009 Mejor Ala -Cierre de la LNFS